# Bùi Hoàng Việt Anh
Bùi Hoàng Việt Anh (provincia de Thái Bình, Vietnam, 1 de enero de 1999) es un futbolista de Vietnam que juega en las posiciones de defensa central y centrocampista con el Hanoi Police FC de la V.League 1.

## Carrera

### Club
| Periodo   | Club                            |
| --------- | ------------------------------- |
| 2018–2023 | Hà Nội FC                       |
| 2018–2019 | → Hồng Lĩnh Hà Tĩnh FC (cedido) |
| 2023–     | Công An Hà Nội FC               |

### Selección nacional
Ha estado en las selecciones nacionales de Vietnam desde la categoría sub-20, y llegó a jugar en la Campeonato Sub-23 de la AFC 2020.
Con la selección absoluta debutó el 1 de febrero de 2022 entrando como sustituto de Trần Đình Trọng en el segundo tiempo en la victoria por 3-1 ante China Taipéi por la Clasificación de AFC para la Copa Mundial de Fútbol de 2022. Su primer gol internacional lo anotó el 24 de enero de 2024 en la derrota por 2-3 ante Irak en la Copa Asiática 2023.

## Logros

### Club
- V.League 1: 2022[7]
- Vietnamese National Cup: 2020, 2022
- Vietnamese Super Cup: 2020, 2021
- V.League 2: 2019

### Selección nacional
- Juegos del Sudeste Asiático: 2021
- VFF Cup: 2022

### Individual
- Futbolista joven del año de Vietnam: 2020